# Trachyphylliidae
Famille
Les Trachyphylliidae sont une famille de scléractiniaires (coraux durs).

## Liste des genres
Selon ITIS (21 juin 2015) :
- genre Callogyra Verrill, 1901
- genre Trachyphyllia Milne-Edwards & Haime, 1849
- genre Wellsophyllia Pichon, 1980

Selon World Register of Marine Species (21 juin 2015) :
- genre Astrea Lamarck, 1801
- genre Australogyra Veron & Pichon, 1982
- genre Boninastrea Yabe & Sugiyama, 1935
- genre Caulastraea Dana, 1846
- genre Coelastrea Verrill, 1866
- genre Cyphastrea Milne Edwards & Haime, 1848
- genre Dipsastraea Blainville, 1830
- genre Echinopora Lamarck, 1816
- genre Erythrastrea Pichon, Scheer & Pillai, 1983
- genre Favites Link, 1807
- genre Goniastrea Milne Edwards & Haime, 1848
- genre Hydnophora Fischer von Waldheim, 1807
- genre Leptoria Milne Edwards & Haime, 1848
- genre Merulina Ehrenberg, 1834
- genre Mycedium Milne Edwards & Haime, 1851
- genre Orbicella Dana, 1846
- genre Oulophyllia Milne Edwards & Haime, 1848
- genre Paragoniastrea Huang, Benzoni & Budd, 2014
- genre Paramontastraea Huang & Budd, 2014
- genre Pectinia Blainville, 1825
- genre Physophyllia Duncan, 1884
- genre Platygyra Ehrenberg, 1834
- genre Scapophyllia Milne Edwards & Haime, 1848
- genre Trachyphyllia Milne Edwards & Haime, 1849